# Joaquín Pedroso
Joaquín Pedroso y Echevarría (1795–1879) fue un destacado empresario y figura clave en el desarrollo económico de Cuba durante el siglo XIX. Nacido en una familia influyente y adinerada de La Habana, su legado abarca contribuciones significativas a la industria azucarera, la infraestructura ferroviaria y la vida social de la isla.

### Primeros años
Joaquín Pedroso nació en La Habana en 1795, hijo de Ignacio Pedroso y Barreto y María Luisa Echeverría y Peñalver. Pertenecía a una familia con profundas raíces en la élite colonial. Su abuelo, Mateo Pedroso y Florencia, fue regidor perpetuo y un destacado terrateniente que acumuló una vasta fortuna a través de propiedades urbanas, ingenios azucareros y la intermediación comercial en el puerto de La Habana. Su tío abuelo fue el arzobispo Luis Ignatius Peñalver y Cárdenas. La familia Pedroso estaba emparentado con figuras aristocráticas como el Marqués de Arcos y el Conde de Pedroso y Garro.

### Contribuciones económicas y empresariales
Joaquín Pedroso es recordado por modernizar la industria azucarera cubana al implementar tecnologías de vapor para la molienda de caña. Junto a su hermano Luis Pedroso, introdujo innovaciones que transformaron el sector azucarero y contribuyeron al auge económico de Cuba. En 1838, lideró esfuerzos para abrir el puerto de Cárdenas al comercio internacional, lo que resultó en la construcción del Ferrocarril en Cuba en 1844.
Además de su influencia en el transporte ferroviario, Joaquín supervisó la expansión de plantaciones y molinos azucareros, conectando sus propiedades con los puertos para agilizar la exportación de azúcar hacia mercados internacionales. Este enfoque en la integración vertical de la producción consolidó a los Pedroso como una de las familias más influyentes en la economía cubana del siglo XIX.
En 1868, en reconocimiento a su impacto en la economía colonial, Joaquín Pedroso recibió la Gran Cruz de la Orden de Isabel la Católica por decreto real. Aunque buscó el título nobiliario de Marqués de Echavarría en 1870, esta petición no fue concedida.

### Vida personal

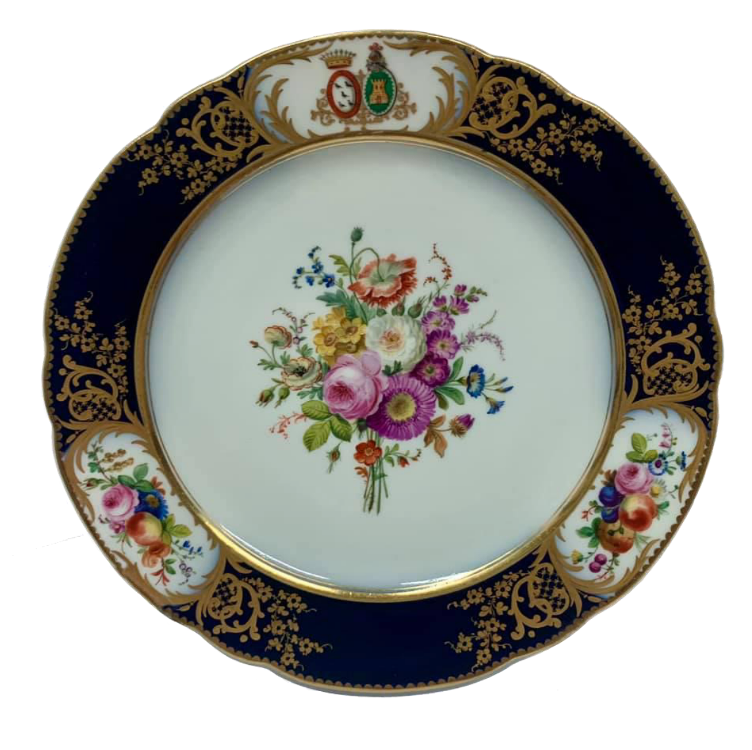
Vajilla de la familia Pedroso

Joaquín se casó en 1820 con María Micaela Montalvo y Núñez del Castillo, hija de los Condes de Casa-Montalvo. Tuvieron varios hijos, aunque su vida familiar estuvo marcada por episodios de conflicto, como la fuga de su hija Mercedes (“Chea”) en 1855 para casarse con un abogado contrario a sus deseos.
El éxito de Joaquín estuvo acompañado de tensiones éticas y sociales. Su fortuna y legado fueron construidos sobre la explotación de mano de obra esclava, una práctica común entre los hacendados de la época. En sus últimos años, las crecientes presiones internacionales y locales contra la esclavitud en Cuba generaron conflictos dentro de la familia Pedroso y con su yerno, Antonio González de Mendoza, un abolicionista declarado.
Su mansión, "Amargura", fue una de las más opulentas y espléndidas de su época. Hoy en día se encuentra en Amargura #23, en la esquina de las calles Amargura y Aguiar.

### Muerte y legado

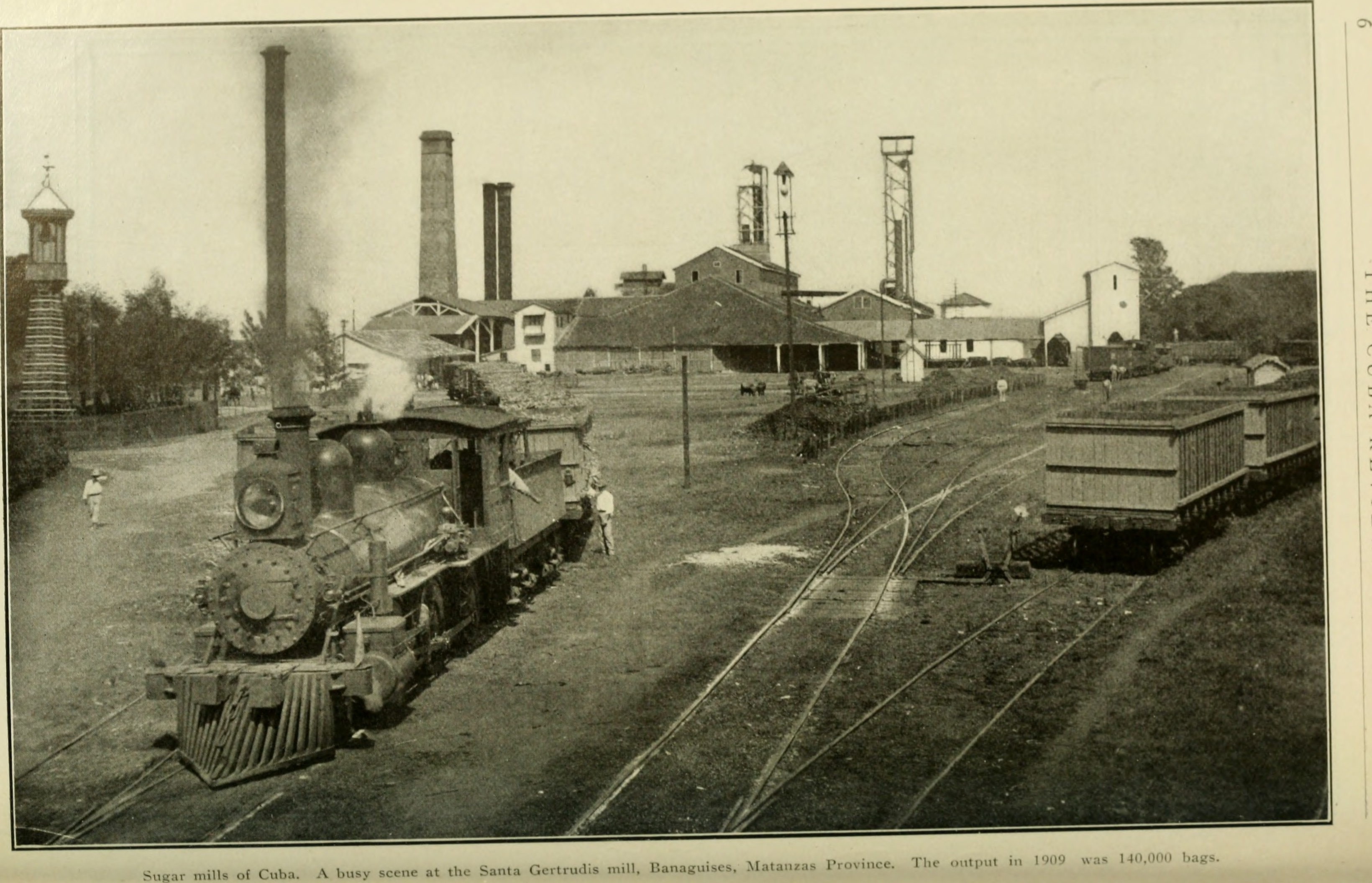
Central Santa Gertrudis

Para el momento de su fallecimiento en 1879, coincidiendo con la abolición definitiva de la esclavitud en Cuba, Joaquín Pedroso poseía cuatro ingenios azucareros, entre ellos Santa Gertrudis, ubicado en Matanzas, donde trabajaban 285 personas esclavizadas y 50 trabajadores chinos bajo contrato de servidumbre. El documento legal que concedió la libertad a los esclavos de Pedroso en 1879 menciona a varios que no eran originarios de la isla y que tenían menos de 59 años, lo que demuestra que continuó adquiriendo esclavos introducidos ilegalmente en el país después de 1820. La abolición de la esclavitud en Cuba marcó el fin de una era para familias como los Pedroso, cuya riqueza y poder habían sido construidos sobre el trabajo forzado de africanos esclavizados. Aunque Joaquín no vivió para presenciar las consecuencias plenas de la abolición, su muerte coincidió con el lento declive de la clase hacendada tradicional en Cuba, en un contexto en el que nuevas dinámicas sociales y económicas comenzaban a redefinir el futuro de la isla.